# Ромодановка

Ромодановка (укр. Ромоданівка) — село,
Корсуновский сельский совет,
Лохвицкий район,
Полтавская область,
Украина.
Код КОАТУУ — 5322683405. Население по данным 1982 года составляло 10 человек.
Село ликвидировано в 1985 году .

## Географическое положение
Село Ромодановка находится в 2-х км от левого берега реки Буйлов Яр,
в 1,5 км от села Забодаква.
По селу протекает пересыхающий ручей с запрудой.

## История
- 1985 — село ликвидировано [1].